# Lijst van Bussumers
De lijst van Bussumers betreft bekende personen die in de plaats Bussum in de Nederlandse provincie Noord-Holland zijn geboren of overleden, of er hebben gewoond.

## Geboren in Bussum
1850-1949

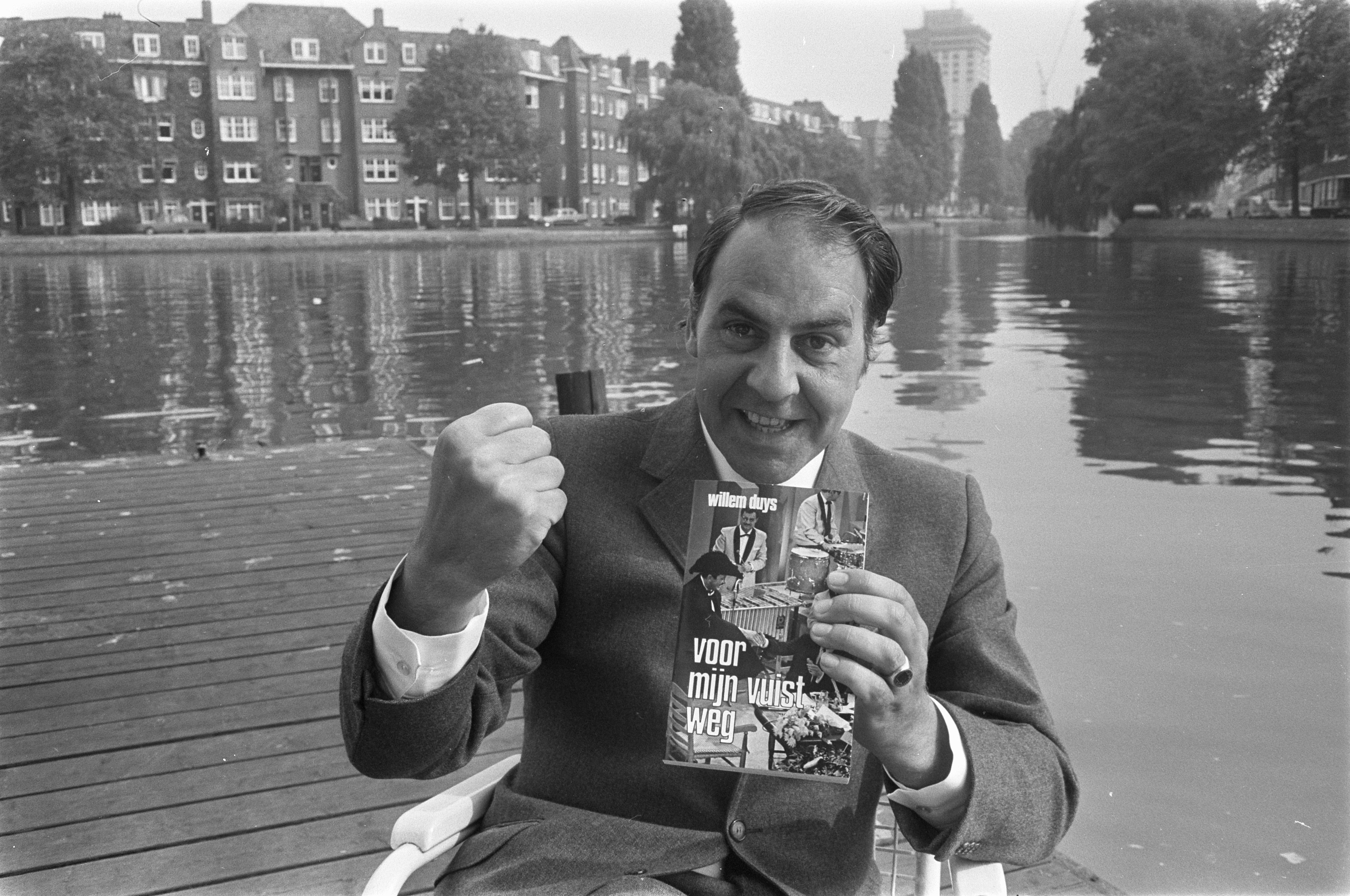
Willem Duys
geboren in 1928

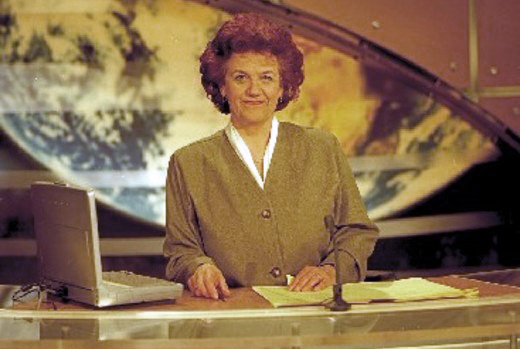
Henny Stoel
geboren in 1945

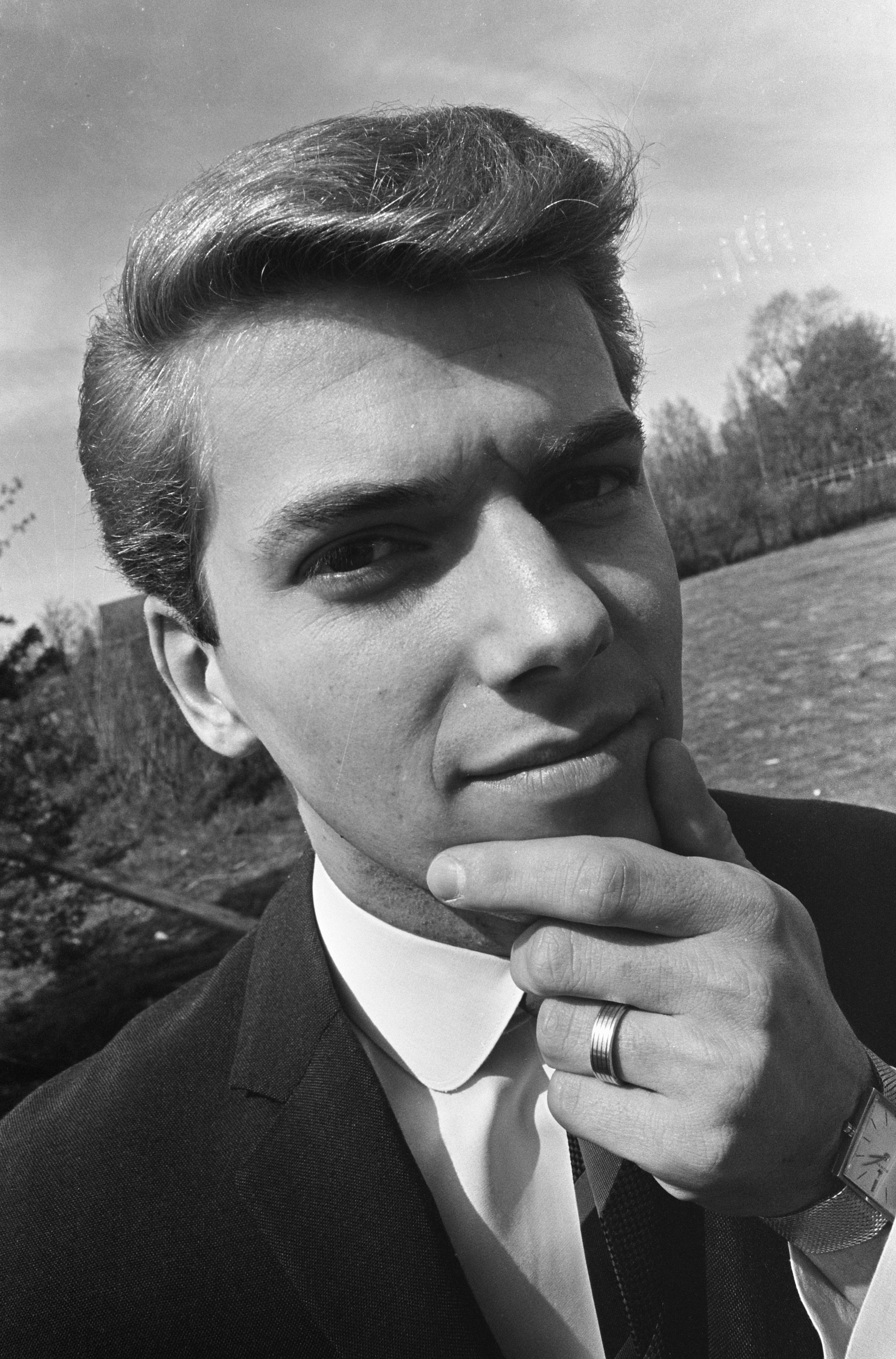
Ronnie Tober
geboren in 1945

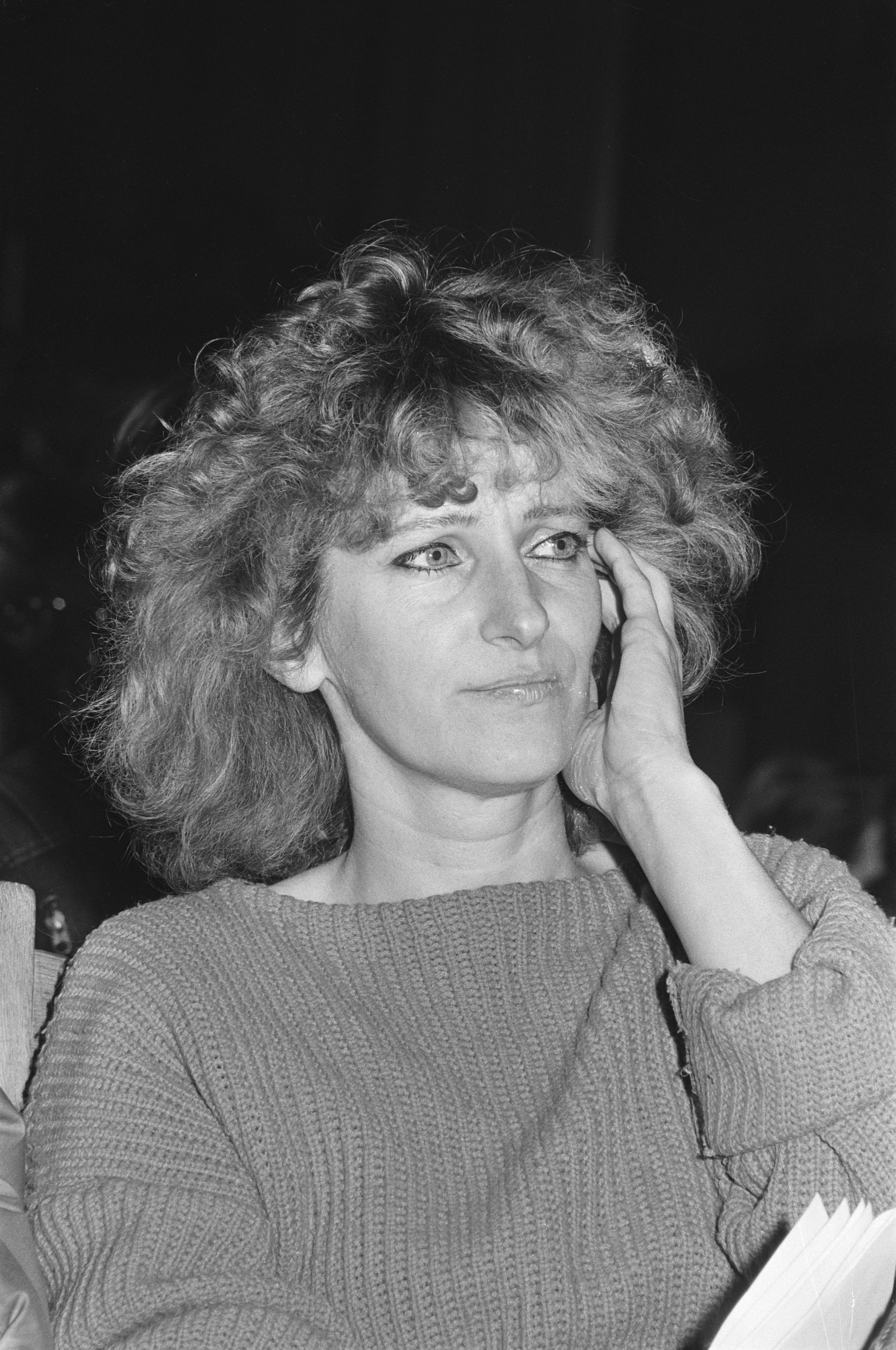
Tessa de Loo
geboren in 1946

- Alphert Schimmelpenninck van der Oye (1880-1943), burgemeester en sportbestuurder van het Nederlands Olympisch Comité
- Cook Brummer (1900-1988), directeur en oorlogsheld
- Gerrit Jan van Heuven Goedhart (1901-1956), journalist, verzetsstrijder, Hoge Commissaris voor de Vluchtelingen, winnaar Nobelprijs voor de Vrede 1954
- Gerlacus Moes (1902-1965), zwemmer
- Wilhelmus Franciscus Dasselaar (1902-1943), verzetsstrijder
- Corinne Franzén-Heslenfeld (1903-1989), beeldhouwer
- A.C.J. de Vrankrijker (1907-1995), historicus, leraar en publicist
- Jan Thijssen (verzetsstrijder) (1908-1945), verzetsstrijder
- Gerard Croiset (1909-1980), paragnost
- Herman Felderhof (1911-1994), radioverslaggever en omroepbestuurder
- Piet Jong (1914-2010), hoofdcommissaris van Amsterdam
- Jan van Straelen (1915-1943), verzetsstrijder
- Hans van Norden (1915-2011), kunstenaar
- Wim van Norden (1917-2015), journalist, dagbladdirecteur
- Henri Vroom (1917-1943), zakenman, verzetsstrijder
- Jan Retèl (1918-1984), acteur
- Abraham van der Moer (1919-2002), viceadmiraal en commandant Zeemacht van de Koninklijke Marine
- Bob ten Hoope (1920-2014), schilder, tekenaar en etser
- Henk Ulrici (1921-2005), verzetsstrijder
- Clementine van Lamsweerde (1924-2025), kunstenares en journalist
- Paul Biegel (1925-2006), schrijver van kinderboeken
- Fons Jansen (1925-1991), cabaretier
- Jaap Ploos van Amstel (1926-2022), beeldend kunstenaar
- Piet van Breemen (1927-2021), pater jezuïet en auteur
- Hans Heybroek (1927-2022), botanicus
- Willem Duys (1928-2011), radio- en tv-presentator, muziekproducent
- Coen Stork (1928-2017), diplomaat
- Hans Ferrée (1930-2017), copywriter en schrijver
- Emmy Eerdmans (1931-2024), schilderes
- Anton Haakman (1933-2020), schrijver, cineast, filmcriticus en vertaler
- Rob Herwig (1935-2022), tuinboekenschrijver
- Frans Oort (1935), wiskundige
- Jannie van Eyck-Vos (1936-2020), atlete
- Jacques Luijer (1938), acteur, stemacteur
- Corrie Schimmel (1939), zwemster
- Theo Terlingen (1939-2006), hockeyer
- Tineke Lagerberg (1941), zwemster
- Ton de Kok (1942), politicus
- Lidy van Marissing (1942), schrijver, dichter
- Jan Achttienribbe-Buijs (1943), politica
- Kik Thole (1944), hockeyspeler
- Henny Stoel (1945), nieuwslezer
- Ronnie Tober (1945), zanger
- Tessa de Loo (1946), auteur
- Marjan Unger (1946-2018), kunsthistorica en sieraadverzamelaarster
- Bob van Pareren (1947), politicus
- Rob Bakker (1949), schrijver, journalist, historicus

1950-heden

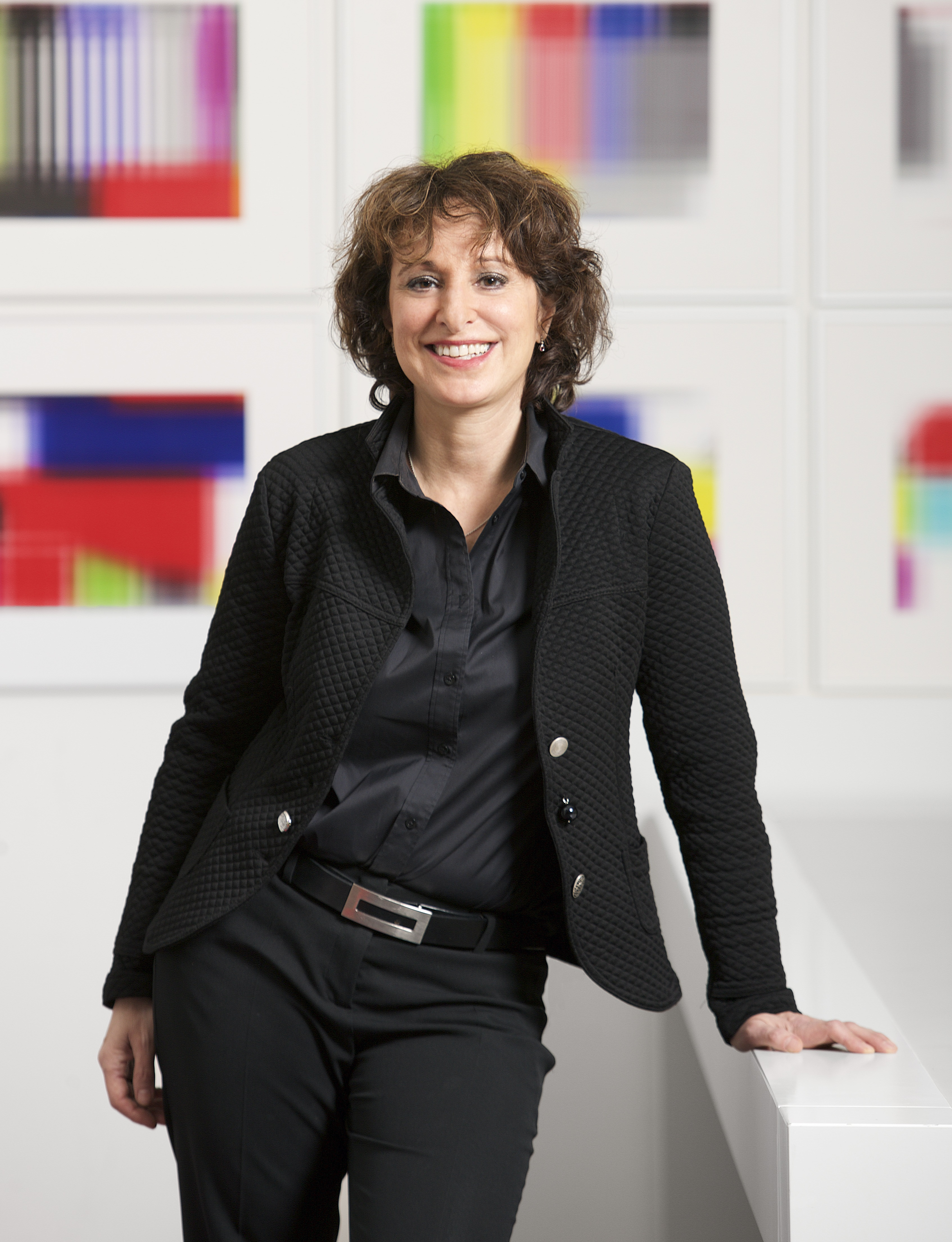
Shula Rijxman
geboren in 1959

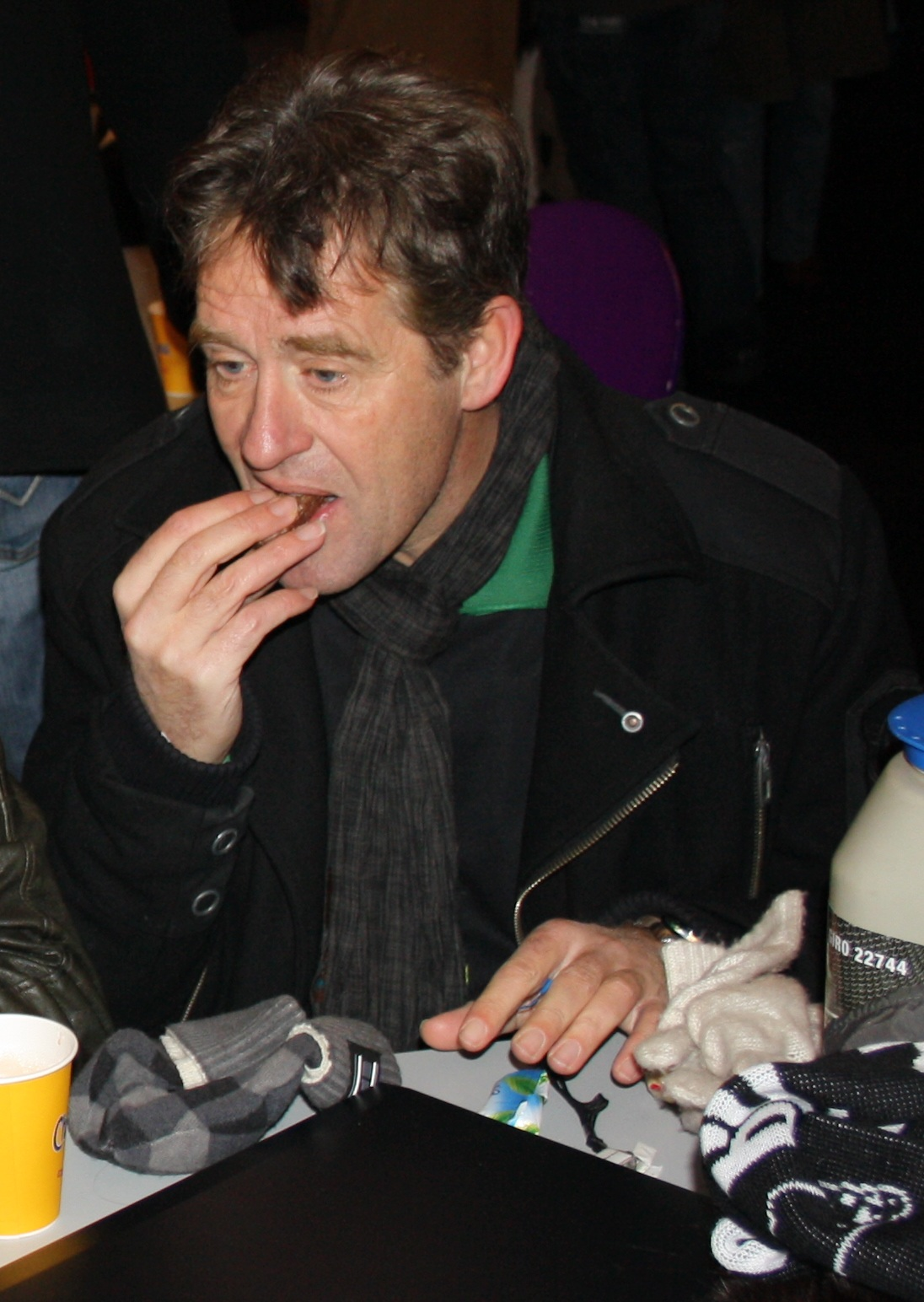
Peter Heerschop
geboren in 1960

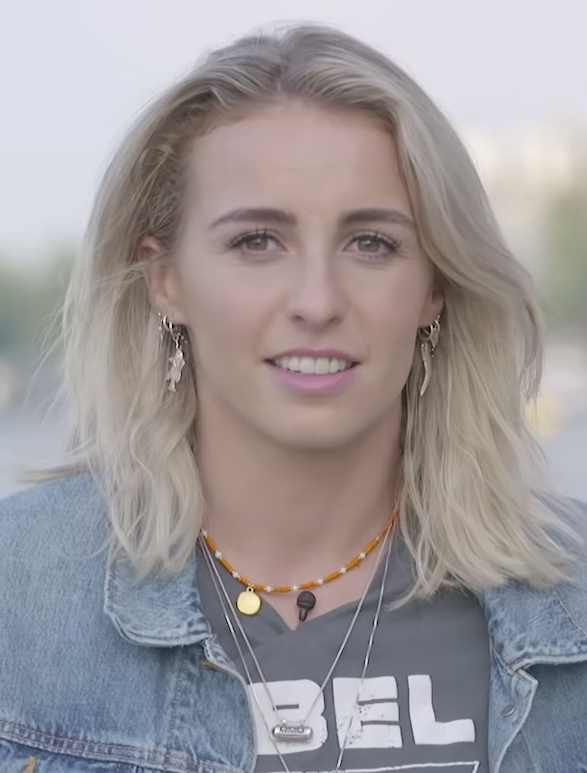
Iris Enthoven
geboren in 1994

- Maartje van Weegen (1950), radio- en televisiepresentatrice.
- Rob Fruithof (1951-2023), acteur en presentator
- Charles de Lint (1951), Canadees schrijver
- Leo Platvoet (1951), GroenLinks-politicus
- Elsbeth Boor (1952), juriste
- Chris Kijne (1953), journalist, programmamaker en presentator
- René Boomkens (1954), cultuurfilosoof
- Herman Lamers (1954), beeldhouwer, installatiekunstenaar, fotograaf en tekenaar
- Ton van der Lee (1956), schrijver en filmmaker
- Erik Andriesse (1957-1993), kunstschilder
- Dirk Jan Postel (1957), architect
- Lineke Rijxman (1957), actrice
- Shula Rijxman (1959), mediaproducent en omroepbestuurder
- Peter Heerschop (1960), acteur, cabaretier en tekstschrijver
- Anneloes Nieuwenhuizen (1963), hockey-international
- Raoul Heertje (1963), tekstschrijver en stand-upcomedian
- Robbert Hoffmann (1963), honkballer
- Esther Roord (1965), actrice
- Ruud Hesp (1965), profvoetballer
- Chris Jansen (1966), politicus
- Peter Mansfelt (1967), animator en filmproducent
- Christiaan Zwanikken (1967), kunstenaar
- Tom Kempers (1969), proftennisser
- Jeffrey Willems (1969-2022), radiopresentator
- Madelon Beek (1970), oud-softbal international
- Jorg Smeets (1970), oud-profvoetballer
- Ellen Elzerman (1971), zwemster
- Martijn Luttmer (1971), mondharmonicaspeler
- Susanna Fields (1972), zangeres
- Petra Beek (1973), oud-softbal international
- Marcel Minderhoud (1974), componist
- Natasja van den Berg (1975), publiciste en columniste
- Thekla Reuten (1975), actrice
- Iwana Chronis (1977), actrice
- Ivar van Dinteren (1979), profvoetballer
- Arnoud van Toor (1983), profvoetballer
- Renee Troost (1988), profvoetballer
- Sarah Bannier (1990), actrice
- Iris Enthoven (1994), youtuber en presentatrice
- Joël Drommel (1996), voetbaldoelman
- Kes van den Broek (2001), singer-songwriter en actrice
- Sophie Proost (2007), profvoetbalster

## Overleden in Bussum
- Hendrik Jan Schimmel (1823-1906), dichter en schrijver
- Adolph Wilhelm Krasnapolsky (1834-1912), hoteleigenaar
- Thomas Cool (1851-1904), kunstschilder
- C.A.J. van Dishoeck (1863-1931), grondlegger uitgeverij Van Dishoeck
- Frederik van Eeden (1860-1932), psychiater en schrijver
- Anton Dreesmann (1854-1934), Duits-Nederlands ondernemer
- Gerhard Willem Navis (1901-1945), verzetsstrijder
- Lambertus Zijl (1866-1947), beeldhouwer en medailleur
- Augustus Fentener van Vlissingen (1862-1951), president van de Hoge Raad der Nederlanden
- Cornelis Kruisweg (1868-1952), architect
- Marie Cremers (1874-1960), kunstschilder en schrijfster
- Nicolaas Wilhelmus Posthumus (1880-1960), econoom en hoogleraar economische geschiedenis
- Flip Hamers (1882-1966), architect
- Nicolaas van der Kreek (1896-1967), kunstenaar
- Loes van Groningen (1884-1970), schilderes
- Hendrik Wesselo (1904-1972), architect van openluchtzwembaden
- Suze Middendorp (1869-1973), kunstschilderes
- Meyer Sluyser (1901-1973), journalist, schrijver en radiocommentator
- IJsbrand Hendrik de Zeeuw (1923-1975), politicus
- Meine Fernhout (1884-1977), politicus
- Clinge Doorenbos (1884-1978), artiest
- Jan Marginus Somer (1899-1979), kolonel der infanterie van het KNIL en verzetsstrijder tijdens Wereldoorlog II
- Arie Maasland (Malando) (1908-1980), componist en musicus
- Willem Brandt (1905-1981), journalist, schrijver, dichter
- Herman Leijdensdorff (1891-1985), violist
- Paul de Groot (1899-1986), politicus van de CPN en hoofdredacteur van de partijkrant De Waarheid
- René Sleeswijk sr. (1907-1987), theaterproducent
- Martinus J. Langeveld (1905-1989), hoogleraar pedagogiek
- Lex Karsemeijer (1912-1991), zanger en koordirigent
- George van Renesse (1909-1994), pianist, dirigent en muziekpedagoog
- Chris Maas (1922-1998), musicoloog
- Floris Bakels (1915-2000), verzetsstrijder, auteur en uitgever bij Uitgeverij Elsevier
- Gerson van Messel (1902-2000), vliegenier
- Wim Aalders (1909-2005), theoloog
- Maria Klinkenberg (1949-2005), beeldhouwster
- Harry Lockefeer (1938-2007), journalist
- Henk van Ulsen (1927-2009), acteur
- Virginie Korte-van Hemel (1929-2014), politica
- Rob Langereis (1939-2014), bassist
- Bob ten Hoope (1920-2014), schilder, tekenaar en etser
- Willem Hundsdorfer (1954-2017), hoogleraar
- Gerard Unger (1942-2018), letterontwerper
- Guus Pikkemaat (1929-2018), historicus, schrijver, journalist en oud-hoofdredacteur van De Gooi- en Eemlander
- Ot Louw (1946-2021), filmeditor
- Theo van Haren Noman (1917-2021), cineast
- Paatje Phefferkorn (1922-2021), Indonesisch-Nederlands beoefenaar van Pencak Silat
- Liebje Hoekendijk (1931-2021), programmamaakster, schrijfster en stimulator van vrijwilligerswerk in Nederland.
- Folke Nauta (1973-2023), pianist
- Marianne Seine (1960-2024), toneelactrice en-regisseur
- Hans van den Broek (1936-2025), politicus

## Woonachtig geweest in Bussum
- Willem Cornelis Bauer
- Marius Bauer
- Wim de Bie
- Johanna Bonger
- Jan Bottema
- Willy Corsari
- Heintje Davids
- Frederik van Eeden
- Vincent Willem van Gogh
- Herman Gorter
- Johan Cohen Gosschalk
- F.W. van Heerikhuizen
- Jo van Heutsz
- Hans Keilson
- Willem Kloos
- Anne de Koe
- Hendrik Maarten Krabbé
- Willem Kromhout
- Wim Meuldijk
- Jan Elias Nicolaas Schimmelpenninck van der Oye
- Anton Pieck
- Nico van Suchtelen
- Pieter Lodewijk Tak
- Ed van Thijn
- Pierre Marie Robert Versteegh
- Jan Veth
- Willem Vroom
- Raoul de Graaf